# Ruhsdorf

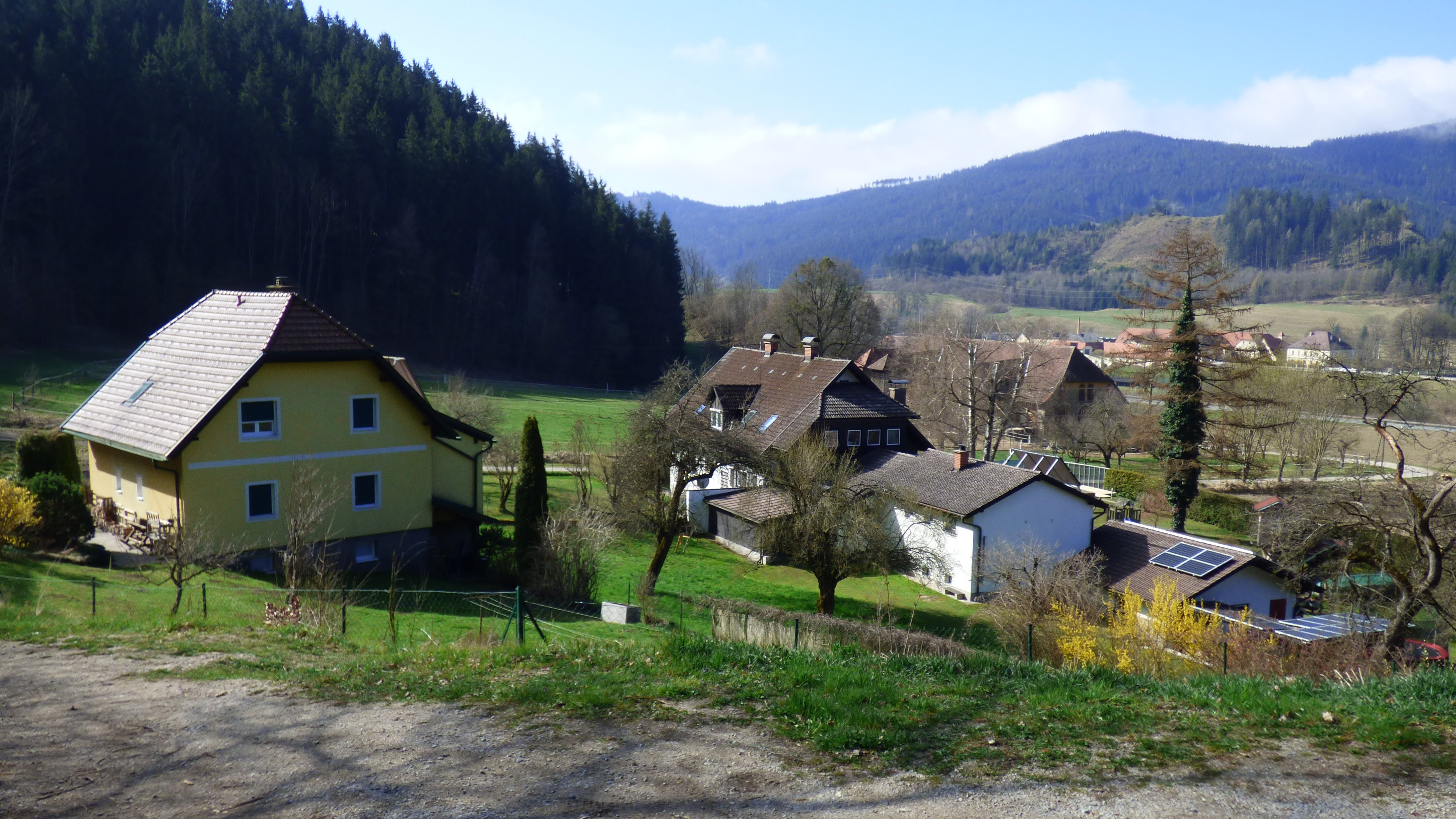
Ruhsdorf von Norden

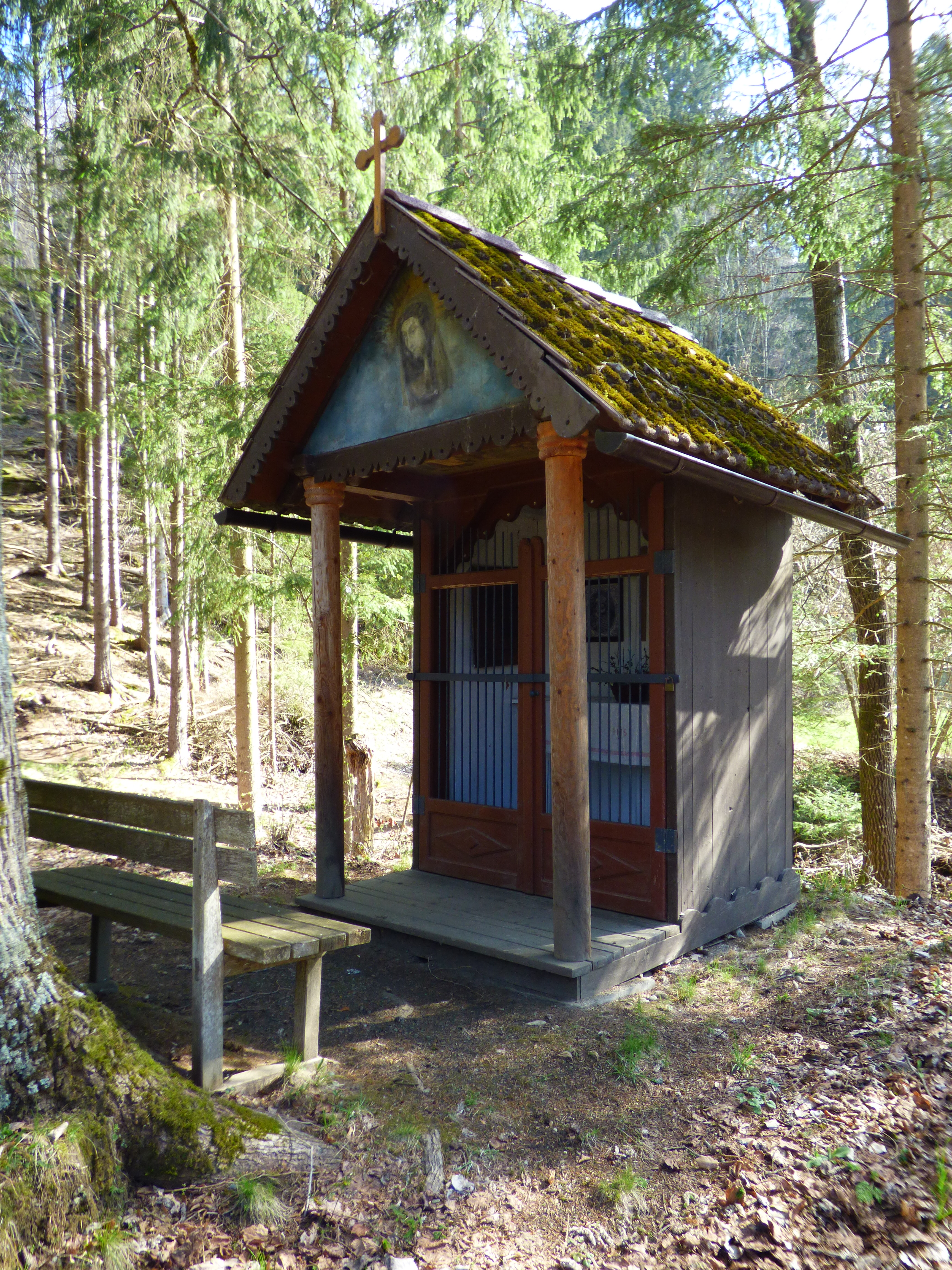
Kapelle bei Ruhsdorf

Ruhsdorf (im Franziszeischen Kataster Ruhestorf, bis in die erste Hälfte des 20. Jahrhunderts auch Rußdorf und Russdorf) ist eine Ortschaft in der Gemeinde Micheldorf im Bezirk Sankt Veit an der Glan in Kärnten. Die Ortschaft hat 6 Einwohner (Stand 1. Jänner 2024). Sie liegt auf dem Gebiet der Katastralgemeinde Lorenzenberg.

## Lage
Die Ortschaft liegt knapp 1 ½ km südöstlich des Zentrums des Gemeindehauptorts Micheldorf am südöstlichen Rand des Friesacher Felds, dort wo der Ruhsdorfer Bach aus dem Guttaringer Bergland austritt.

## Geschichte
Der Ortsname leitet sich vom Personennamen Rudolf ab. Zur Zeit der Kreuzzüge hatte Stift Admont hier Besitzungen.
Auf dem Gebiet der Steuergemeinde Lorenzenberg liegend, gehörte Ruhsdorf in der ersten Hälfte des 19. Jahrhunderts zum Steuerbezirk Althofen (Herrschaft und Landgericht). Bei Gründung der Ortsgemeinden Mitte des 19. Jahrhunderts kam Ruhsdorf zunächst an die Gemeinde Friesach, 1892 an die damals neu errichtete Gemeinde Micheldorf. Im Zuge der Gemeindestrukturreform 1973 wurde die Gemeinde Micheldorf aufgelöst; Ruhsdorf kam zurück an die Gemeinde Friesach. 1992 wurde die Gemeinde Micheldorf wiedererrichtet, seither gehört Ruhsdorf wieder zur Gemeinde Micheldorf.

## Bevölkerungsentwicklung
Für die Ortschaft ermittelte man folgende Einwohnerzahlen:
- 1869: 3 Häuser, 31 Einwohner[4]
- 1880: 3 Häuser, 17 Einwohner[5]
- 1890: 3 Häuser, 13 Einwohner[6]
- 1900: 3 Häuser, 15 Einwohner[7]
- 1910: 3 Häuser, 25 Einwohner[8]
- 1923: 3 Häuser, 29 Einwohner[9]
- 1934: 11 Einwohner[10]
- 1961: 3 Häuser, 17 Einwohner[11]
- 2001: 4 Gebäude (davon 4 mit Hauptwohnsitz) mit 7 Wohnungen; 16 Einwohner und 1 Nebenwohnsitzfall; 6 Haushalte; 0 Arbeitsstätten, 1 land- und forstwirtschaftlicher Betrieb[12]
- 2011: 4 Gebäude, 11 Einwohner, 5 Haushalte, 0 Arbeitsstätten[13]
- 2021: 4 Gebäude, 7 Einwohner, 5 Haushalte, 0 Arbeitsstätten[14]